# Adeline Protat
Adeline Protat est une œuvre littéraire de Henry Murger publiée en quatre parties dans la Revue des Deux Mondes de Paris en 1853,.
L'histoire se déroule au milieu du XIXe siècle dans le village de Montigny, situé dans le département de Seine-et-Marne, en région Île-de-France, au sud de la forêt de Fontainebleau, sur la rive gauche du Loing.
Elle évoque, en grande partie, les passions amoureuses d'Adeline, fille d'un sabotier, de son apprenti, Zéphyr et d'un jeune peintre, Lazare, ainsi que le monde artistique lié à l'école de peinture de Barbizon, la paysannerie et l'artisanat, tel que le métier de sabotier.

## Personnages
- Père Protat, veuf, sabotier et propriétaire terrien. (Mortelet et Compiaigne, prête-noms de Protat divulgués par le jeune clerc Julien aux paysans pour les inciter à la haine contre la famille et amis du sabotier).
- Françoise, femme du père Protat, décédée quand Adeline avait trois ans, après s'être épuisée par les veilles et les angoisses que sa fille, malade, lui causaient.
- Adeline Protat (18 ans), sujet principal de l'ouvrage, fille du père Protat et de sa femme Françoise, enfant malade et fragile.
- Zéphyr (15 ans), orphelin adopté par Protat et qui devient son apprenti, tant soit peu bousculé - (« ainsi nommé à cause de sa nonchalance et de la lourdeur de sa démarche ») - Sculpteur sur bois ignoré jusqu'à la fin du roman.
- La mère Madelon (plus de 60 ans), servante chez Protat, veuve, vachère et ancienne riche propriétaire ruinée.
- Lazare (30 ans environ), appelé le désigneux, peintre paysagiste, locataire chez les Protat pour une troisième année consécutive, à la belle saison.
- Le marquis et la marquise de Bellerie, qui s'occupèrent de la santé et de l'éducation d'Adeline.
- Cécile, fille des Bellerie, grande amie d'Adeline, sauvée en bas âge de la noyade par le père Protat.
- Caporal, le chien remarquable recueilli par la mère Madelon, mais mort au moment du récit.
- Les désigneux de Marlotte, rencontrés à la Mare aux Fées par Lazare et Zéphyr, qui pousseront ce dernier à se faire reconnaitre dans le monde des arts .
- Père Orson, chauffeur de l'Impériale dans laquelle Lazare arrivait à Bourron pour venir à Montigny.
- Des Médecins, le curé, le maire, l'instituteur, le notaire et son clerc Julien (amoureux frustré d'Adeline, semeur de ragots), les villageois et paysans.
- Théodore et sa chienne Lydie, peintre désigneux, rencontrés à la Mare aux Fées.
- Comte de Livry, mari de Cécile, décédé un an après leur mariage.
- Gaspard Hauser, évoqué en comparaison de Zéphyr.
- Maréchal-ferrant de Sorques, cousin d'un paysan.
- Un vacher venu près d'Adeline quand elle fut mordue par un serpent.
- Père Grapin, personne du Bas-Bréau, chez qui Protat conseille Lazare de se rendre après avoir appris la rumeur sur une alliance entre sa fille et lui.

## Lieux
- Montigny où se déroule l'histoire.
- Le Loing (rivière) où faillirent se noyer la jeune Cécile et Zéphyr.
- Bourron, Marlotte, Recloses, Barbizon, Chailly, Montereau, Arbonne, villages cités dans le récit.
- Nemours, c'est à sa foire annuelle que Zéphyr vend dix francs (deux écus) une douzaine de ses créations, qu'un marchand de Fontainebleau (au Bas-Bréau) revend 20 francs chacune. Gains qu'il destinait au père Protat.
- Ruines de Grez, Route-Ronde et croix de Saint-Hérem, où est retrouvé le nourrisson que père Protat adoptera et nommera Zéphyr.
- Le château de Moret des Bellerie, et Paris, où séjourne Adeline quand elle est prise en charge par les Bellerie.
- Gorges et grottes dans les Longs-Rochers que faisait visiter, aux touristes et artistes, la Madelon à l'aide de son chien Caporal ; c'est dans l'une de ces grottes que se trouve l'atelier secret de Zéphyr.
- Le Midi de la France, où Adeline est soignée et guérie.
- Le Bois des Trembleaux, où le sabotier se fournit en matériau.
- Le plateau, lieu-dit, surélevé dans la forêt de Fontainebleau au centre duquel se trouve la Mare aux Fées et la Mare aux Corneilles, sources d'inspirations des peintres paysagistes. La Gorge au Loup, les futaies des Ventes à la Reine, les Buissons-aux-Vipères, (proches des mares) sont d'autres lieux où Lazare étudie, où il emmène Zéphyr et lui fait quelques reproches sur son comportement de paresseux.
  - « La Mare aux Fées est-elle de préférence le lieu choisi par les artistes qui vont à Fontainebleau dans la belle saison : ceux qui habitent les confins éloignés de la forêt y viennent souvent, ceux qui résident dans les environs y viennent toujours. »
- La Maison-Blanche, auberge où demeure Lazare durant le séjour de Cécile, l'amie intime d'Adeline.
- Petit-Barrau, terre de Protat.
- Sorques, Chemin de Larchant, Chemin dit de l'Amateur, lieux-dits de Montigny.
- Jardin du presbytère, lieu où Lazare confie au curé son amour pour Adeline.
- Académie de Marlotte, d'où viennent les désigneux en étude à Montigny et avec lesquels Zéphyr sympathisent, quand ils découvrent ses sculptures.
- Château de Bourron, fréquenté par les désigneux de Marlotte.

## Résumé
Lazare est un jeune peintre qui vient étudier et puiser son inspiration dans la forêt de Fontainebleau, à Montigny, pour la troisième année consécutive. Il séjourne alors chez le père Protat, veuf de Françoise et sabotier de son état.
Depuis la naissance de sa fille Adeline, quelques malheurs ont jalonné l'existence de ce paisible et rude artisan et de son épouse.
En effet, Adeline était une enfant très fragile et malade qui a causé indirectement, par les veilles et les soucis, la mort de sa mère, trois ans après sa naissance, et le désespoir de Protat qui de surcroît fut soupçonné, au village, de maltraitance envers sa propre fille. Les médecins sont formels, sans véritables soins, Adeline est vouée à une mort certaine. 
Le sauvetage de la noyade par le père Protat d'une enfant prénommée Cécile lui fait rencontrer le marquis et la marquise de Bellery qui alors, reconnaissants, se chargent de soigner, en séjournant quelque temps dans le Midi de la France, et d'éduquer Adeline, conjointement à leur fille Cécile, au château de Moret et à Paris. 
En confession avec le curé, le père Protat s'engage à adopter un orphelin si sa fille recouvre la santé. Ce sera chose faite, quand un soir d'hiver, il recueille un nourrisson abandonné dans le froid et qu'il appellera Zéphyr. Ce dernier deviendra son apprenti. 
Après la guérison d'Adeline, revenue dans sa maison natale, Protat prend La Madelon comme servante, veuve prospère en son temps avec son chien exceptionnel surnommé Caporal. 
Mais Adeline, adolescente la première fois que Lazare est venu chez elle, est tombée amoureuse du jeune peintre dès qu'elle fut consciente, à 18 ans, de ce sentiment envers lui. D'autre part, Zéphyr s'est entiché de la jeune fille ; il se sait plus médiocre que Lazare, et dans un accès de désespoir il attente à ses jours en se jetant, lesté aux chevilles, dans le Loing, mais il est sauvé in-extremis par le Père Protat et Lazare.
Lazare qui comprend les passions des deux enfant/adolescent, vit « dans l’espérance qu’il est peut-être temps encore de faire renoncer Adeline à sa chimère et Zéphyr à sa folie ».
Lazare s'efforce de briser l'amour qu'éprouve Adeline pour lui : « Me rendre indifférent à Adeline, elle ignore que je suis instruit de ce qui se passe dans son cœur et n’attribuera pas mes façons d’agir à une ruse ; rendre Adeline indifférente à Zéphyr », tout en essayant de briser l'idée que Zéphyr est trop pauvre et trop jeune, et de surcroît orphelin, pour Adeline.
Au grand étonnement de Lazare, Zéphyr lui confie qu'il fabrique en cachette des petits objets en bois. « pour occuper ses heures de paresse, il s’était amusé à tailler des morceaux de bois avec un mauvais couteau. » C'est dans une grotte bien discrète des Longs-Rochers que se trouve son atelier secret et où sont stockés une vingtaine d’objets de fantaisie, créations inspirées de la nature, faune et flore. Il a déjà accumulé près de 80 francs du fruit de ses ventes, argent destiné au père Protat, en guise de reconnaissance. Mais sa passion pour Adeline bouscule tous ses projets. Cependant Lazare lui laisse envisager un avenir artistique à Paris. D'autres jeunes peintres, des désigneux comme Lazare, sont admiratifs devant les qualités artistiques de Zéphyr.
À l'occasion d'une visite de Cécile, Protat, qui a découvert la passion de sa fille pour Lazare, souhaite éloigner ce dernier de son foyer. Il découvre aussi l'amour de Zéphyr pour cette dernière. Et alors, la colère éclate contre tous, de la Madelon jusqu'à lui-même, de n'avoir rien vu plus tôt. Mais les révélations d'Adeline l'apaisent, quand elle propose elle-même de dire à Lazare de loger ailleurs pendant le séjour de Cécile. À l'auberge où il passe ses nuits, les paysans, sur des propos du jeune clerc de notaire, Julien, se croient volés par le père Protat lors d'acquisitions de certains terrains qui devraient prendre de la valeur grâce au tracé d'une voie ferrée sur ceux-ci.
Le père Protat découvre entre-temps l'argent que possède son apprenti et l'accuse de vol. Mais Lazare intervient dans le sens de Zéphyr qui prouve son talent en taillant des serpents dans un bout de bois, sous l'admiration de Cécile et d'Adeline, et l'approbation du père Protat. Adeline soupçonne enfin que Lazare n'a pas d'amour pour elle, un soir de promenade, en présence de Cécile, quand cette dernière et le peintre lui diront tout l'amour de Zéphyr à son égard. Néanmoins Cécile, en bonne confidente, lui conseille de prouver son amour à Lazare, en tentant de le rendre jaloux (témoigner de l'amour pour Zéphyr, entre autres).  
Madelon et Protat apprennent que dans le village il se raconte que Lazare et Adeline sont amants, une révélation qui accentue encore le mépris des paysans contre le clan Protat. On apprend vraiment à ce moment du récit, par une confidence au curé, que Lazare est amoureux d'Adeline ; bien que dans certains de ses rêves, il voyait le visage d'Adeline. Il ne souhaite pas la demander en mariage pour éviter la rumeur d'une relation intéressée par l'argent.
Alors que les villageois se regroupent pour se rendre chez le père Protat et en découdre avec lui, le curé, au courant de tels agissements, part aussitôt chez ce dernier pour éviter un probable lynchage et pour l'informer de son entretien, voire sa confession, avec Lazare.
Quatre jours après, le mariage d'Adeline et Lazare est fixé mais Zéphyr qui avait disparu, revient, grisé par les promesses des désigneux et par son séjour au château de Bourron, mais il attente de nouveau à sa vie en se jetant sur un taureau quand il prend connaissance de la prochaine union. Il s'en sort et part pour Paris où Lazare le rencontre un jour, en visite chez un artiste qui lui enseigne l'art de la sculpture.

## Divers
- Les accordailles de Jacques Gamelin, « où un honnête paysan donne sa fille en mariage à un brave garçon de l’endroit » - Peinture dont se sert Lazare pour évoquer l'alliance possible entre Adeline et Zéphyr. (le tableau se trouvait au musée du Louvre à l'époque du récit mais est exposé désormais au musée des Beaux-Arts de Carcassonne.)

## Éditions
- C. Lassalle, New-York, 1853, 100 p.[3]
- Michel Lévy frères, Paris, 1854, 317 p.[4]